# Valery Karnitsky
Valery Karnitsky (tiếng Belarus: Валеры Карнiцкi; tiếng Nga: Валерий Карницкий; sinh 20 tháng 8 năm 1991) là một cầu thủ bóng đá Belarus. Tính đến năm 2017, anh thi đấu cho Smolevichi-STI.
Anh trai của anh, Alyaksandr Karnitsky cũng là một cầu thủ bóng đá.

## Danh hiệu
Dinamo Brest
- Vô địch Cúp bóng đá Belarus: 2016–17